# HMS Hogue (1900)
HMS Hogue – brytyjski krążownik pancerny, jedna z sześciu jednostek typu Cressy.

## Służba
Wybudowany w 1902 roku, do wybuchu I wojny światowej służył na wodach kanału La Manche. Po rozpoczęciu działań wojennych przydzielony do 7 Eskadry Krążowników Morza Północnego, dowodzonej przez kontradmirała Arthura Christiana. Wraz z tą eskadrą uczestniczył (jako odwód) w bitwie koło Helgolandu 28 sierpnia 1914 roku.
HMS „Hogue” został zatopiony 22 września 1914 roku przez niemiecki okręt podwodny U-9, razem z bliźniaczymi krążownikami HMS „Aboukir” i HMS „Cressy”.